# Zenocentrotus
Zenocentrotus A.H. Clark, 1932 è un genere di ricci di mare appartenenti alla famiglia Echinometridae.

## Descrizione
Queste specie hanno una forma ellittica, con due serie di aculei: la prima, più lunga, le cui spine sono circa la metà del diametro del corpo; e una seconda, dove invece le spine sono più corte e appiattite.

## Distribuzione
Provengono da Tonga e dall'Australia.

## Tassonomia
In questo genere sono riconosciute due specie:
- Zenocentrotus kellersi A.H. Clark, 1931
- Zenocentrotus paradoxus A.H. Clark, 1931